# 西瓜视频
西瓜视频是字节跳动旗下的视频平台，以「点亮对生活的好奇心」为宣傳口號，通过智能推荐帮助每个人发现自己喜欢的视频，并帮助视频创作人们轻松地分享自己的视频作品。
2020年，西瓜视频平台月活跃创作人超过 320 万，月活跃用户数超过 1.8 亿，日均播放量超过 40 亿，用户平均使用时长超过 100 分钟；
在 2017 年 11 月底，西瓜视频举行了首届「西瓜PLAY视频嘉年华」。
西瓜视频负责人张楠也现场宣布推出「3+X」视频变现计划 ，包括平台分成、边开边买、直播功能、西瓜出品等多项内容 ，已陆续上线。
2020年10月，西瓜视频好奇心大会上，负责人任利锋首次提出「中视频」概念，未来西瓜视频将致力于发展1分钟到30分钟的中视频内容，投入20亿元补贴中视频创作人。

## 发展
- 2016年5月，西瓜视频的前身“头条视频”正式上线。
- 2016年9月20日，今日头条创始人、CEO张一鸣宣布投入十亿元人民币，扶持短视频创作者[2]。
- 2017年2月，今日头条全资收购运城市阳光文化传媒，解决头条视频牌照问题[3]。
- 2017年4月，首届金秒奖暨2017年金秒奖第一季度颁奖典礼于北京竞园艺术中心落幕。金秒奖是今日头条主办的中国首个新媒体短视频奖项[4]。
- 截至2017年5月，西瓜视频的每日活躍用户量已超过1000万，用户数达到一亿[5]。
- 2017年6月8日，头条视频正式更名为西瓜视频，并重新设计了LOGO[6]。
- 2017年10月，西瓜视频用户量突破兩亿[7]。
- 2017年11月25日，西瓜视频推出“3+X”变现计划，成立20亿元人民币联合出品基金。[7]
- 2018年1月，西瓜直播上线[8]。同月，西瓜视频推出大型知识问答直播节目“百万英雄”第一季，共举办在线答题278场，囊括16个知识领域，累计参与人数近三亿[9]。
- 2018年6月8日，西瓜视频在更名一周年之际，为首批113位西瓜视频平台粉丝量突破100万的视频创作者发放“100万粉丝专属银质奖牌”[10]。
- 2018年6月29日，西瓜视频与北京市大兴区人民政府宣布达成战略伙伴关系[11]。
- 2018年10月11日，西瓜视频再次推出了全新的LOGO设计。新LOGO去掉了周围的西瓜籽和黑色配色，并将代表视频和播放的三角按钮处理的更为圆润。右下角留下了一个“缺口”（官方解释为“张开的嘴巴”）[6]。
- 2020年9月10日，西瓜视频slogan升级为「点亮对生活的好奇心」，并官宣代言人邓超、虞书欣、孙燕姿[12]。
- 2020年10月20日，好奇心大会上首次提出「中视频」概念，未来一年平台将投入20亿元补贴中视频创作者[13]。

- 2022年5月6日发布公告，会员费用会在2022年5月10日上午10:00进行调整[14]。

- 2022年6月1日起，抖音、今日头条、西瓜视频，直播业务三网合并[15]，目前使用西瓜视频直播live.ixigua.com会跳转至抖音直播live.douyin.com。

- 2024年9月，“中视频伙伴计划”停止，符合要求的创作者须升级至“创作者伙伴计划”（抖音）与“头条视频创作收益”来获得平台发放的视频创作收益。[16]2024年年末，西瓜视频网页版宣布将并入抖音网页版。[17]

## 版權合作
西瓜视频已与澎湃新闻、BTV新闻等多家知名媒体机构达成版權合作。